# Osnivanje HDZ-a
Inicijativni krug i Osnivačka skupština HDZ-a. U trenutku kad je Slobodan Milošević došao na čelo srbijanskih komunista u Hrvatskoj se počeo osjećati strah od velikosrpske politike, te se osjetila potreba za organizacijom hrvatskog otpora. U toj situaciji dr. Franjo Tuđman počeo je okupljati pojedince koji bi mu u tome mogli pomoći. Prvi sastanci održavali su se po vikendicama. Povijesni tajni inicijativni skup hrvatskih intelektualaca i disidenata održan je 19. siječnja 1989. u kleti Ante Ledića u Stošincu, na Plešivici.

## Prvi javni koraci
Na javnoj tribini dana 28. veljače 1989. godine u Klubu Društva hrvatskih književnika u Zagrebu prvi puta se javno spominje potreba za osnivanje Hrvatske demokratske zajednice. Predstavljen je prijedlog Prednacrta programske osnove Hrvatske demokratske zajednice. Već tu su se pojavile prve nesuglasice oko potrebe osnivanja i imena. Neki su predlagali čekanje, a neki su predlagali ime Hrvatski demokratski savez.

Franjo Tuđman je zastupao tezu kako se ne smije čekati, te se obrušio na "oklijevalačku kolebljivost, pače i poslušnički kukavičluk." Osim Tuđmana govorili su Dubravko Horvatić, Stjepan Šešelj, Neven Jurica, Hrvoje Hitrec, Dalibor Brozović, Drago Stipac, Vladimir Šeks te Ivan Gabelica. Nakon ovog skupa počele su prve podjele među sudionicima skupa, ali i prikupljanje potpisnika na inicijativu za osnivanje HDZ-a.

## Inicijativni krug HDZ-a
Inicijativni krug činili su osobe koji su bili pokretači HDZ-a, ili su se djelatno uključili u njezino promicanje do Osnivačke skupštine 17. lipnja 1989.
- Boris Ambruši, dipl.iur, Osijek
- Davor Aras, Zadar
- dr. Stjepan Babić, sveuč. prof., izv. član JAZU, Zagreb
- Vladimir Babić, ing. graf., Zagreb
- Branko Balen, publicist, Zagreb
- dr. Krešimir Balenović, sveuč. prof., redovni član JAZU, Zagreb
- Božidar Baričić, auto. el. Filip Jakov
- Sead Begović, književnik, Zaprešić
- Ivan Bobetko, mr.ecc, Zagreb
- Ivan Brizić, dipl. pravnik, Zagreb
- dr. Dalibor Brozović, sveuč. prof., redovni član JAZU, Zadar
- Anka Brković, ugostitelj, Filip Jakov
- Stjepan Bubalo, aranžer, Osijek
- Ivan Cesar, sveuč. prof., Zagreb
- Ivan Cvitković, tehničar, Osijek
- Ivan Čaljkušić, dipl. ecc., Zagreb
- Hrvoje Čuljak, dipl.ecc, Osijek
- Tihomir Čuljak, dipl.ecc, Osijek
- Ivan Eškinja, el.teh. Filip Jakov
- Srećko Eškinja, zemljoradnik, Filip Jakov
- Ivan Denac, dipl. pr., narodni heroj, Zagreb
- Marko Dizdar, Zagreb
- Ivan Gabelica, odvjetnik, Zagreb
- dr. Grgo Gamulin, sveuč.prof, Zagreb
- Dragutin Galjer, tt. Monter, Osijek
- Stjepan Gašpar, ugostitelj, Trilj
- Zdravko Gavran, profesor, Zagreb
- Ivan Gavron, strojarski teh. Selo Tišina, Sisak
- Branimir Glavaš. dipl. pr., Osijek
- Ivan Glavaš, dipl. Ing, Zagreb
- Tomislav Glavaš, dipl. ecc Osijek
- Berislav Gmaz, veterinar, selo Stara Drenčina, Sisak
- Radovan Grgec, profesor, Zagreb
- Ćiro Grubišić, dipl. ecc., Zagreb
- Hrvoje Hitrec, književnik, Zagreb
- Mijo Hlad, bivši zastupnik u Saboru SRH
- Rene Holos, ak. kipar, Zagreb
- Dubravko Horvatić, književnik, Zagreb
- Ivan Ivić, student, Pazin
- Ante Jelavić, dipl. pr., Osijek
- Šime Jelić, ugostitelj, Biograd
- Ivan Jobst, nastavnik, Osijek
- Franjo Jug, liječnik, Zagreb
- mr. Neven Jurica, književnik, Zagreb
- Perica Jurić, student, Zagreb
- Mario Kapulica, student, Zagreb
- Ante Karić, Zagreb
- Ante Korljan, liječnik, Split
- Dubravka Korljan, dipl. pr., Zagreb
- Siniša Košutić, učenik, Zagreb
- Milan Kovač, dipl.ecc., Zagreb
- Ivan Kovačić, seljak, selo Ljubljanica, Sisak
- Neven Kovačić, dipl. pr., Zagreb
- Gojko Kvesić, ecc, Osijek
- Stjepan Kućiš, odvjetnik, gen. u mirovini, Zagreb
- Tomislav Ladan, književnik, Zagreb
- Dragan Lalić, dr. chem. i ecc., Zagreb
- Mladen Lažeta, dipl.pr., Split
- Ivica Leko, odvjetnik, Osijek
- Zoran Lukić, učenik, Zagreb
- Perica Madunić, radnik, Duvno
- Slavko Maković, metaloglodač, Osijek
- Dušan Malešević, književnik, Zagreb
- Josip Manolić, dipl.pr. b. zastupnik u Saboru SRH, Zagreb
- Josip Macelić, liječnik, Biograd
- Marija Marcelić, nastavnik, Biograd
- Vlado Marić, odvjetnik, Zagreb
- Drago Marijanac, odvjetnik, Osijek
- Stjepan Marković, Zagreb
- Ivo Markulin, kap. duge plovidbe, Zadar
- dr. Ante Matković, liječnik, Zagreb
- Adam Meštrović, profesor, Osijek
- Miro Mioč, tt. monter, Osijek
- Željko Mišić, skladištar, Vinkovci
- Pero Mrvelj, med. tehn., Biograd
- Josip Nađ, el. teh. Osijek
- Krešimir Nevistić, obrtnik, Zagreb
- Nedjeljko Omrčen, odvjetnik, Osijek
- Ivan Pandžić, književnik, Zagreb
- Josip Papković, Zagreb
- Ante Paradžik, dipl.pr., Zagreb
- Stjepan Pavlić, službenik, Martinska Ves Desna, Sisak
- Matko Peraić, ak. kipar, Zagreb
- Marija Pintarić, dipl. ing., Zagreb
- Zlatko Pintarić,ing. poljopr. Garešnica
- Božidar Petrač, književnik, Zagreb
- Luka Podrug, dipl. pr. Split
- Miroslav Požar, obrtnik, Zagreb
- prof. Slobodan Praljak, redatelj, Zagreb
- Vlado Ravlić, auto prijev., Osijek
- Srećko Ravlić, auto prijev., Osijek
- Božidar Riba, graf., Čepin
- Paško Romić, sociolog, Zagreb
- Ivo Soban, Zagreb
- Dražen Srb, odvjetnik, Osijek
- Drago Stipac, dipl. ing., Zagreb
- Željko Sučić, dipl.ecc. Zagreb
- Stjepan Sulimanac, seljak, Podravina
- Petar Šale, dipl.pr., Zagreb
- Ivica Šarić, vodoinstalater, Osijek
- Petar Šegedin, književnik, red. Član JAZU, Zagreb
- Vladimir Šeks, dipl.iur, Osijek
- Stjepan Šešelj, književnik, Zagreb
- Nikola Šimleša, stroj.  teh. Osijek
- ing. Josip Šitum, student, Zagreb
- dr. Hrvoje Šošić, dipl. ecc. Zagreb
- Mladen Štimec, službenik Zagreb
- dr. Krunoslav Šuto, dipl.ecc. Zagreb
- Ivan Tabak, student, Osijek
- Ivan Tadić, student, Zagreb
- Zdenka Tolić, med. Sestra, Biograd
- dr. Franjo Tuđman, povjesnik, Zagreb
- Stjepan Tuđman, dipl.ecc. Zagreb
- Milivoj Ugrinić, nastavnik, Biograd
- Tomislav Ujević, student, Zagreb
- Željko Urban, dipl. ing. Zagreb
- Ivan Vekić, odvjetnik, Osijek
- dr. Vlado Veselica, dipl. ecc., Zagreb
- Vlatko Vidaković,  odvjetnik, Osijek
- Blagica Vidović, fizioterapeut, Filip Jakov
- Tihomir Vištica, ekonomist, Osijek
- Ljubomir Vlašić,obrtnik, Zagreb
- Željko Vrban, dipl.ing. Zagreb
- Goran Vrdoljak, student, Zagreb
- Špiro Vučić, obrtnik, Zagreb
- dr. Ante Vukasović, profesor, Zagreb
- Ilija Vukelić, student, Zagreb
- Joško Vuksan, radnik, Biograd
- Ivan Vuletić, dipl.ecc, Sarvaš
- Ilija Zelić, student, Zagreb.

## Osnivačka skupština
Osnivačka skupština je održana 17. lipnja 1989. godine, a službeno je upisana u registar političkih stranaka 5. veljače 1990. godine. Skupština je zakazana u hotelu Panorama, ali je zbog zabrane skupa održana na nejavnom mjestu u barakama NK Borac na Jarunu. Od 48 prisutnih 29 ih je bilo iz Osijeka. Većina okupljenih ispred hotela Panorama nije znala da je skup premiješten, pa su na osnivanju bili prisutni samo oni kojima je to u posljednji trenutak tajno usmeno priopćeno. GSUP Zagreb izdao je rješenje (br. 21/3 UP-I-2988/89.) o zabrani održavanja Osnivačke skupštine HDZ-a, najavljene za 17. lipnja u hotelu Panorama u Zagrebu. Inicijativni krug i Pripremni odbor HDZ-a odlučili su da se skupština održi na nejavnom mjestu.   
U ime Inicijativnog kruga HDZ-a podnesena je žalba RSUP-u SRH na rješenje GSUP-a kojim je zabranjeno održavanje Osnivačke skupštine HDZ-a.
Objavljen "Bilten HDZ-a", br. 1.
U Zagrebu (17. lipnja) u prostorijama Nogometnoga kluba Borac na Jarunu u nazočnosti 48 osnivača i tri gosta (iz Slovenije) održana je Osnivačka skupština Hrvatske demokratske zajednice. Predsjednikom je postao dr. Franjo Tuđman.

## Popis osnivača
Na Osnivačkoj skupštini HDZ-a bilo je nazočno 48 članova. Oni su odlukom skupštine svi izabrani u prvi Središnji odbor stranke. Središnji odbor je obuhvaćao i nekolicinu članova koji nisu bili prisutni, a izabrani su u Središnji odbor. Na skupštini zaključeno je između ostalog da izbor nenazočnih postaje pravovaljan ako oni to prihvate zajedno s odlukama skupštine.
- Jerko Artuković, student, prof. dr. Stjepan Babić
- Zdenka Babić, službenik
- akad.prof.dr. Krešimir Balenović
- Nedjeljko Bašić, kuhar
- mr. Ivan Bobetko
- Milan Boras, el. monter
- dr. Marija Brnčić-Brajko, liječnik
- akad.prof.dr.Dalibor Brozović
- Ivan Cvitković, tehničar
- Hrvoje Čuljak, dipl. Ecc
- Vencel Čuljak, alatničar
- Branko Đurić, službenik
- Miro Erkapić, vozač
- prof. dr. Grgo Gamulin
- Branimir Glavaš, dipl.iur
- Tomislav Glavaš, dipl.ecc
- Ćiro Grubišić, dipl.ecc.
- Hrvoje Hitrec, književnik
- Mijo Hlad, privrednik
- Ante Javor, graf.urednik
- Milodar Jonjić, student
- Franji Jug, stomatolog
- mr. Neven Jurica, književnik
- Perica Jurić, student
- Ante Karić, umirovljenik
- Miljenko Kolobarić,alatničar
- Milan Kovač, dipl.ecc
- Mate Kovačević, profesor
- Dragutin Kozar, vozač
- Tomica Kraus,radnik
- Milivoj Kujunđić, dipl.iur
- Miroslav Kutle,dipl.iur
- Gojko Kvesić, iur
- Tomislav Ladan, književnik
- Zoran Lukić, učenik
- Perica Madunić, radnik
- Slavko Maković, met.glodač
- Josip Manolić,dipl.iur
- Vladimir Marić, odvjetnik
- Zlatko Martinuš, strojar
- Stjepan Međugorac,vozač
- Mladen Milas, radnik
- Miran Mioč, tt. Monter
- Zvonko Rogalo, bravar
- Milivoj Slaviček, književnik
- Davor Slivka, tehničar
- Milorad Duje Stančić, dipl.ecc
- Stjepan Sulimanac, seljak
- Ivica Šarić, vodoinstaler
- akad. Petar Šegedin, književnik
- Vladimir Šeks, dipl.iur
- Stjepan Šešelj, književnik
- Milovan Šibl,  novinar
- Ivan Šimić, student
- Nikola Šimleša,tehničar
- Filip Šitum, dipl.oec
- Željko Škorjanc, radnik
- Ante Šprljan, turistički poduzetnik
- dr. Krunoslav Šuto
- Ivan Tabak, službenik
- Ivan Tolj, književnik
- Jurica Tolj, trgovac
- dr. Franjo Tuđman
- Stjepan Tuđman, dipl.ecc
- Milivoj Ugrinić, nastavnik
- Ivan Vekić, odvjetnik
- Ivan Vuletić, dipl.ecc
- Marko Zebić, student.

## Poveznice
- Hrvatska demokratska zajednica
- Franjo Tuđman
- Zajednica utemeljitelja HDZ-a "Dr. Franjo Tuđman"

## Vanjske poveznice
- www.hdz.hr Službene stranice HDZ-a